# Nemesis (Asimov)
Nemesis este un roman științifico-fantastic scris de Isaac Asimov și publicat în 1989 cu trei ani înainte de moartea scriitorului american.
Romanul încercă să integreze și să interconecteze mai multe idei din romanele și povestirile sale anterioare și cele de mai târziu, inclusiv inteligența non-umană (Fundătura), planetele simțitoare (Erythro) sau motoarele rotor (Călătorie fantastică: destinația creierul).

## Povestea
Romanul este situat într-o eră în care călătoria interstelară este pe punctul de a fi descoperită și perfecționată. Apare o așa numită tehnologie "hyper-assistance" care permite călătoria la o viteză puțin mai mică decât viteza luminii care este folosită pentru a muta o colonie de pe o stație spațială numită Rotor aflată în vecinătatea Pământului spre o pitică roșie recent descoperită, denumită Nemesis. Acolo va fi așezată pe orbita unui satelit semi-locuibil, Erythro, numit astfel datorită luminii roșii pe care o primește de la stea.
Se descoperă în cele din urmă că viața bacteriană de pe Erythro formează un organism colectiv care dispune de o formă de conștiință și telepatie (un concept similar cu Gaia din seria Fundația). În timp ce coloniștii susțin ideea unei colonizări viitoare - jos pe Erythro, sau pe centurile de asteroizi din sistemul stelei Nemesis - o serie de evenimente se întâmplă. Pe Pământ zborul superluminic este perfecționat, astfel încât Colonia Rotorului nu mai este izolată. Se deschide astfel o serie nouă de explorări umane ale galaxiei. 
Povestea se referă și la dezmembrarea și reuniunea unei familii (mama, descoperitoarea stelei Nemesis, și fiica sa au fost separate de tatăl rămas pe Pământ atunci când colonia a plecat; tatăl devine parte a proiectului de cercetare a hiper-saltului [hyperjump]). Mai apar și alte teme - uimitoare descoperirea a  organismului colectiv și telepatic de pe Erythro, precum și descoperirea și rezolvarea unei crize masive: Nemesis amenință să destabilizeze gravitațional Sistemul Solar.

## Similarități cu descoperirile astronomice
Necesitățile acțiunii l-au determinat pe Asimov să creeze un sistem planetar în jurul unei stele numită Nemesis. La data scrierii romanului, Numele Nemesis îi fusese dat unui companion ipotetic al Soarelui Pământului, care ar fi putut explica mecanismul agitației periodice a cometelor din norul lui Oort, cel ce determină căderea lor spre interior și provoacă extincții în masă. Pitica roșie din carte se dovedește a nu fi acest companion; ea doar trece prin sistemul solar.
Un aspect interesant legat de sistemul planetar din carte este că include o gigantă gazoasă pe nume Megas, care orbitează într-un interval de timp foarte scurt în jurul stelei (Erythro este satelitul lui Megas.) Pentru anul 1989 aceasta era o idee radicală, confirmată în 1995 de descoperirea primei planete extrasolare care orbita o stea asemănătoare soarelui (51 Pegasi), numită "Bellerophon". Mai mult, prima planetă aparent "locuibilă" descoperită, Gliese 581 c, orbitează în jurul unei pitice roșii (Gliese 581) aflată la doar 20.3 ani lumină de Pământ — o asemănare notabilă cu cartea, în care Erythro este primul corp ceresc extrasolar locuibil.

## Personaje principale
- Eugenia Insigna Fisher - descoperitoarea lui Nemesis
- Crile Fisher - spion tehnologic de pe Pământ
- Marlene Fisher - fiica lui Crile și Eugenia
- Dr. Janus Pitt - Comisionar al Rotorului
- Siever Genarr - șeful Domului Erythro
- Ranay D'Aubisson - neurofizician-șef din Domul Erythro
- Tessa Anita Wendel - de pe Colonia Adelia, șef-fizician în Teoria Superluminică
- Kattimoro Tanayama - director al serviciului secret terrestru
- Igor Koropatsky - succesorul lui Tanayama după moartea acestuia
- Aurinel Pampas - tânăr de 17 ani de care se îndrăgostește Marlene

## Traduceri în limba română
- 1997 - Nemesis, Ed. Teora, Colecția SF nr. 24, traducere Ioana-Magdalena Manea, ISBN 973-601-614-5
- 1998 - Nemesis, Ed. Teora, Colecția SF nr. 24, traducere Ioana-Magdalena Manea, 392 pag., ISBN 973-601-614-5
- 2000 - Nemesis, Ed. Teora, Colecția SF nr. 24, traducere Ioana-Magdalena Manea, 390 pag., ISBN 973-601-614-5